# Bridget Callahan
Bridget Callahan (Hollywood, Florida, Estados Unidos; 16 de abril de 1996) es una futbolista estadounidense que juega como mediocampista. Su último equipo fue el Orlando Pride de la National Women's Soccer League (NWSL) de Estados Unidos.
Callahan fue fichada por el Orlando Pride el 23 de marzo de 2018.

## Estadísticas

### Clubes
| Club          | País           | Año         |
| ------------- | -------------- | ----------- |
| FC Surge      | Estados Unidos | 2016 - 2017 |
| Orlando Pride | Estados Unidos | 2018 - 2019 |